# Division No 13 (Alberta)
Pour les articles homonymes, voir Division No 13.

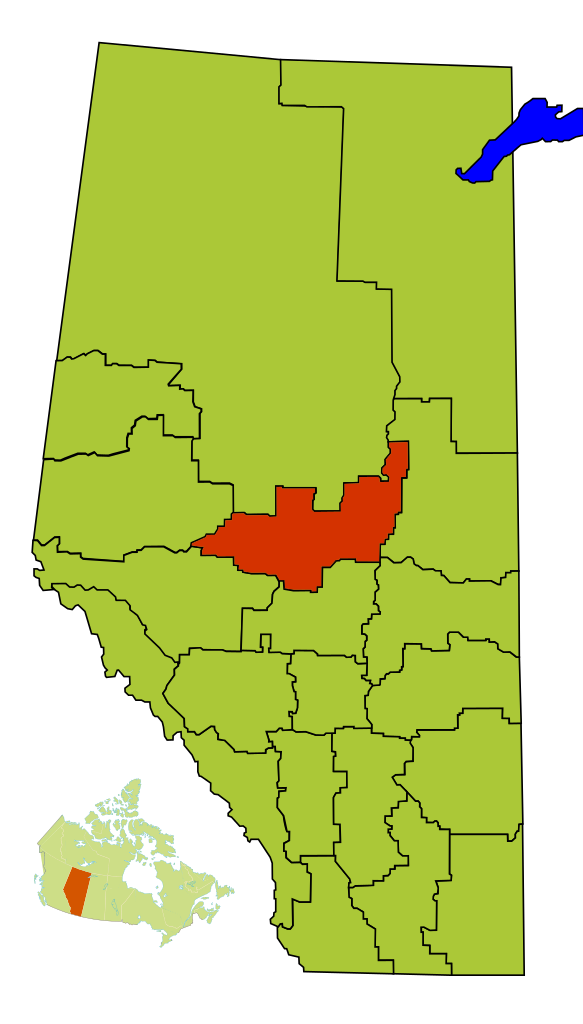
Région de recensement de l'Alberta 13.

La Division No  13 est une division de recensement de 68,919 habitants en 2011, située dans la province d'Alberta, au Canada.